# Curumaní
Curumaní là một khu tự quản thuộc tỉnh Cesar, Colombia. Thủ phủ của khu tự quản Curumaní đóng tại Curumaní Khu tự quản Curumaní có diện tích 931 ki lô mét vuông. Đến thời điểm ngày 28 tháng 5 năm 2005, khu tự quản Curumaní có dân số 29165 người.